# Dorothee Dauwe
Dorothee Dauwe (Lebbeke, 7 januari 1990) is een Belgische radiopresentatrice. In 2010 begon ze te werken voor het Vlaamse commerciële radiostation Qmusic. Ze woont in Brussel.

## Radio
Dauwe volgde een radio-opleiding aan het Rits in Brussel. In 2010 ging ze aan de slag als nieuwslezeres en programmamedewerker bij Qmusic. In de zomer van 2013 nam ze tijdens vakantieperiodes samen met Maarten Vancoillie de zendtijd in van Ornelis & Rogiers Showtime, de toenmalige vaste ochtendshow.
Vanaf 1 september 2014 presenteerde Dauwe samen met Sven Ornelis en Maarten Vancoillie de ochtendshow van Qmusic, genaamd Ornelis & Vancoillie. Ze was tijdens dit programma tevens nieuwslezeres.
Van 31 augustus 2015 tot 30 juni 2016 zet ze samen met Vancoillie het ochtendblok verder zonder Ornelis, onder de titel Dauwe & Vancoillie. Op 29 augustus 2016 startte het duo met het avondspitsprogramma tussen 16 en 19 uur, onder de titel Maarten & Dorothee.
Sinds 31 augustus 2020 zijn de twee opnieuw naar het ochtendblok van Qmusic verschoven. Van 06.00 tot 09.00 uur presenteren ze de ochtendshow, gevolgd door Het Foute Uur tot 10.00 uur.
In januari 2023 won het programma Maarten & Dorothee een Kastaar voor Beste Radioprogramma.

## Televisie
- Dank u, Dany (2023) - als zichzelf
- Code van Coppens (2023) - als zichzelf samen met Maarten Vancoillie
- Beste Kijkers (2022) - als zichzelf
- Waarheid, durven doen (2021-2022) - als zichzelf
- Ze zeggen dat (2020) - als zichzelf
- Echte Verhalen: De Buurtpolitie (2018) - als zichzelf

## Privé
Dauwe heeft sinds 2010 een relatie met Qmusic-presentator Vincent Vangeel . In augustus 2021 presenteerden ze voor de eerste keer samen een radioprogramma. Vangeel verving Maarten Vancoillie tijdens zijn vaderschapsverlof twee weken in de ochtendshow. 'Maarten & Dorothee' heette toen 'Dorothee & Vincent'.
Huidig (anno 2023):
Ulrike D'hauwer · Liam D'hert · Dorothee Dauwe · Tom De Cock · Jana De Wilde · Vincent Fierens · Yoren Linsen · Maxine Janssens · Nils Melckenbeeck · Loore Nelen · Regi Penxten · Jolien Roets · Emma Salden · Jan Thans · Maarten Vancoillie · Matthias Vandenbulcke · Paulien Van der Jeugt · Naomi Vanderpoorten · Vincent Vangeel · Liam Van Haverbeke · Dimitri Wouters
Voormalig (2001–2023):
Dorianne Aussems (2013–2014) · Rik Boey (2010–2013, 2015–2017) · Born (2015–2017) · Herbert Bruynseels (2001–2009) · Anke Buckinx (2007–2016) · Bab Buelens (2020) · Armin van Buuren (2021–2022) · Marcia Bwarody (2013–2017) · Joren Carels (2018–2020) · Séverine Champeaux (2013–2015) · Sam De Bruyn (2015–2020) · Erwin Deckers (2001–2008) · Jolien De Greef (2015) · Anneke De Keersmaeker (2002) · Felice Dekens (2011–2022) · Frederika Del Nero (2011–2012) · Nathalie Delporte (2001–2014) · Serge De Marre (2004–2015) · Eline De Munck (2012–2014) · Bart-Jan Depraetere (2001–2019) · Dries De Vis (2019–2020) · Inge De Vogelaere (2017–2020) · Sean Dhondt (2015–2023) · Elien D'hooge (2019–2021) · Yasmina El Messaoudi (2014–2015) · Evi Geysels (2010–2018) · Elizabeth Gesels (2016) · Violette Goemans (2015–2017) · Jenno Hallaert (2012–2015) · Wine Lauwers (2011–2019) · An Lemmens (2015–2019) · Kris Mannaerts (2006–2011) · Kristin Moers (2002–2003) · Marie Monballiu (2014–2021) · Sarah Mylle (2016–2020) · Johan Notebaert (2001–2002) · Wim Oosterlinck (2006–2020) · Sven Ornelis (2001–2016) · Hans Otten (2002–2003) · Xander Peeters (2011–2013) · Astrid Philips (2011–2014) · Elke Plancke (2012–2013) · Jarne Ponet (2023) · Alexandra Potvin (2001–2009) · Jarne Rediers (2021-2023) · Kürt Rogiers (2008–2015) · Thomas Rottier (2021-2023) · Carl Schmitz (2001–2014) · Elias Smekens (2013–2018) · Kenny Smet (2006–2011) · Toon Smet (2015–2018) · Sara Steegen (2011–2012) · Kenneth Stevens (2006–2016) · Loïc Thaler (2015-2016, 2018-2022) · Shalini Van den Langenbergh (2014–2018) · Julie Van den Steen (2021) · Joke van de Velde (2013–2015) · Elke Vanelderen (2005–2006) · Arne Vanhaecke (2015–2016) · Maureen Vanherberghen (2016–2023) · Elke Van Mello (2008–2010) · Francesca Vanthielen (2001–2002) · Erika Van Tielen (2006–2008) · Heidi Van Tielen (2015–2018) · Bjorn Verhoeven (2001–2012) · Peter Verhoeven (2001–2018) · Steffi Vertriest (2013–2015) · Kristien Wollants (2018–2020)